# Madalena lendo
Madalena lendo é um dos três fragmentos sobreviventes de um grande painel de retábulo do século XV do pintor holandês Rogier van der Weyden. Terminado entre 1435 e 1438, encontra-se na National Gallery de Londres desde 1860. Mostra uma mulher de face pálida, com os ossos da maçã do rosto proeminentes e pálpebras ovais, típicos dos retratos das mulheres nobres do período.
A mulher está identificada como Madalena no jarro de unguento colocado à frente, o qual é um dos seus atributos na arte cristã. Ela é apresentada como estando completamente concentrada na sua leitura, um modelo de vida contemplativa, arrependida e absolvida de pecados passados. Na tradição católica medieval, Maria Madalena é confundida com Maria de Betânia, que ungiu os pés de Jesus Cristo com óleo e com a "pecadora" desconhecida de Lucas 7:36–50. A iconografia de Madalena mostra-a habitualmente com um livro, num momento de reflexão, a chorar ou com o olhar afastado. Van der Weyden presta muita atenção aos detalhes, em particular às dobras e ao tecido do vestido da mulher, à pedra de cristal das contas do rosário segurados pela figura sobre si, e à exuberância do exterior.
O fundo da pintura foi pintado por cima com uma camada espessa de tinta castanha. Uma limpeza efectuada entre 1955 e 1956, que removeu esta camada, revelou uma figura de pé, atrás de Madalena, e outra de joelhos com os pés descalços à sua frente, com uma paisagem visível através de uma janela. As duas figuras vistas parcialmente foram cortadas do painel de Londres. A figura acima de Madalena tem sido identificada como pertencendo a um fragmento de um quadro exposto no Museu Calouste Gulbenkian, em Lisboa, que mostra a cabeça de São José, enquanto outro fragmento em Lisboa, que mostra, supostamente, Catarina de Alexandria, julga-se que seja do mesmo trabalho. O retábulo original era uma Sacra conversazione, apenas conhecido através de um desenho, a Virgem e Menino com Santos, do Museu Nacional de Estocolmo, que parte de uma cópia de uma pintura que, provavelmente, data do final do século XVI. O desenho mostra que Madalena ocupava a zona inferior direita do retábulo. Os fragmentos de Lisboa têm um terço da dimensão deste quadro, que mede 62,2 cm × 54,4 cm.
Embora van der Weyden tenha tido sucesso durante a sua vida, o seu nome e obras ficaram obscurecidos a partir do século XVII, só sendo redescoberto no início do século XIX. Os primeiros registos do Maria Madalena a Ler datam de uma venda em 1811. Depois de passar por várias mãos na Holanda, o painel foi adquirido pela National Gallery de Londres, em 1860, a um coleccionador de Paris. Este trabalho foi descrito pelo historiador Lorne Campbell como "uma das grandes obras-primas da arte do século XV, e está entre os melhores trabalhos, de início de carreira, de van der Weyden."

## Descrição

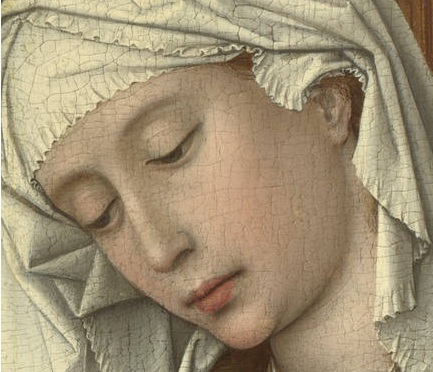
Detalhe com a face e o véu de Madalena pintados em branco puro.

As representações de Maria Madalena no período do Renascimento são uma combinação de várias figuras bíblicas. Esta pintura baseia-se em Maria de Betânia, que era identificada como a Madalena na tradição católica-romana. Maria de Betânia sentou-se aos pés de Jesus e "ouviu a Sua Palavra", sendo desta forma vista como uma figura contemplativa. Em contraste está a irmã de Maria, Marta, a qual, representativa da vida activa, desejou que Maria a ajudasse a servir. Van der Weyden retrata Maria como uma jovem, sentada em piedade tranquila, com a cabeça inclinada e cujos olhos evitam o espectador em modéstia. Ela está absorta na leitura de um livro sagrado, o qual tem a cobri-lo uma chemise de tecido branco, uma forma comum de protecção. Quatro marcadores de livros coloridos estão atados a uma barra dourada perto da parte de cima da coluna. De acordo com Lorne Campbell, o manuscrito "parece ser uma Bíblia francesa do século XIII" e é "sem dúvida um texto devocional". As pinturas contemporâneas raramente mostravam mulheres a ler e, se a mulher representada é capaz de ler, então provavelmente pertencia a uma família nobre.
Van der Weyden juntava habitualmente a forma e o significado, e neste fragmento a linha semicircular de Madalena reforça a sua serena abstracção daquilo que a rodeia. Ela está sentada numa almofada vermelha e descansa as suas costas num aparador de madeira. A seus pés está o seu atributo mais comum - uma jarra de alabastro; nos Evangelhos, ela trouxe especiarias para o túmulo de Jesus. Marcos 16:1 Lucas 24:1  A vista que se tem através da janela é a de um canal distante, com um arqueiro no cimo do muro do jardim, uma figura a caminhar do outro lado da água e o seu respectivo reflexo naquela.

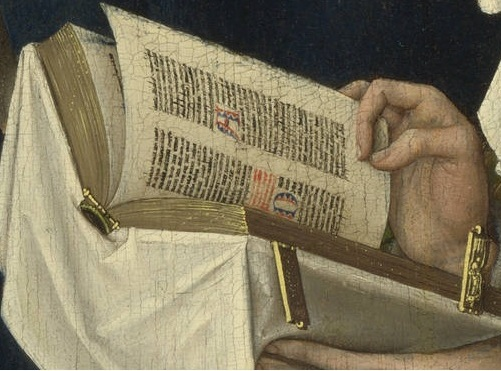
Detalhe do livro de orações, provavelmente um livro de horas, decorado com pano branco e fechos em ouro.

A pose escolhida por van der Weyden para Madalena é semelhante a outras figuras religiosas pintadas pelo seu mestre, Robert Campin, ou pelo seu atelier. Lembra, em tom e tema, a figura de Santa Bárbara no Tríptico de Werl de  Campin, e também a Virgem na Anunciação atribuída a Campin, em Bruxelas. 
Como é habitual nas obras de van der Weyden, a face de Madalena tem uma aparência quasi-esculpida e os elementos das suas vestes são desenhados ao pormenor. Ela veste uma túnica verde; na arte medieval, Madalena é comummente representada nua ou tapada com um vestido colorido, geralmente vermelho, azul ou verde, e quase nunca de branco. A sua túnica está firmemente presa por baixo do peito por uma cinta, enquanto o brocado dourado do seu saiote tem várias joias a decorá-lo. Em 2009, o crítico de arte Charles Darwent observou que o passado de Madalena como "mulher da vida" está representado pela felpa do forro de pele do seu vestido e pelos poucos fios de cabelo que ficaram fora do véu. Darwent escreveu que "até os seus dedos, posicionados em forma de círculo, sugerem plenitude, perfeição. Na sua combinação entre pureza e erotismo, a Madalena de van der Weyden transmite um todo completo; mas tal não é verdade." No período medieval, a pele simbolizava a sexualidade feminina e era, por muitas vezes, associada a Madalena. O historiador medieval Philip Crispin explica que era habitual artistas como Memling e Matsys representarem a Madalena a usar vestes de peles e acrescenta que ela "está visivelmente vestida com roupas forradas com pelo na Maria Madalena a Ler de Rogier van der Weyden".

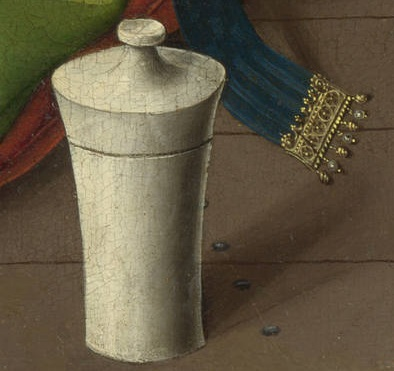
Detalhe com a jarra e linha de pregos no chão de madeira no canto inferior direito do painel. Note-se a atenção para o fecho dourado e a representação da sombra.

O nível de detalhe usado na representação de Madalena foi descrito por Campbell como "muito para além de" van Eyck. Os seus lábios estão pintados com tons de vermelhão, branco e vermelho, os quais se unem entre si para oferecer uma ilusão de transparência nas extremidades. O forro de pele do seu vestido está pintado numa ampla escala de cinzas, partindo de um tom quase branco puro até ao mais puro preto. Rogier atribuiu uma textura à pele pintando listas paralelas à linha do vestido e, em seguida, suavizando a transição de cores entre as duas zonas, antes que a tinta secasse. O dourado do tecido é feito com uma combinação de impasto, redes e pontos de diferentes cores e tamanhos.
Muitos dos objectos em seu redor também apresentam um detalhe assinalável, em particular o chão de madeira e os pregos, as dobras do vestido de Maria, as vestes das figuras no exterior e as contas de José. O efeito da luz cadente também foi cuidadosamente estudado; as contas de cristal do rosário de José são brilhantes, enquanto se podem observar traços subtis de luz e sombra no desenho do aparador e nos grampos do seu livro. Maria está concentrada na leitura e, aparentemente, distraída do que a rodeia. Van der Weyden representou-a com uma dignidade muito serena e pouco habitual nas suas obras, já que geralmente ele é visto como o mais emocional dos mestres holandeses da sua época, em particular quando comparado com Jan van Eyck.
Lorne Campbell descreve a pequena figura da mulher que se vê através da janela, e do seu reflexo na água, como "pequenos milagres da pintura" e afirma que "a atenção ao detalhe excede em muito a de Jan van Eyck e que a técnica de execução é espantosa". Refere também que estes pequenos detalhes seriam praticamente invisíveis quando o retábulo estava colocado no seu devido lugar. No entanto, as restantes áreas do painel têm sido descritas como aborrecidas e pouco inspiradas. Um crítico escreveu que as zonas do chão e grande parte do armário atrás da Madalena parecem incompletos e artificiais". Alguns objectos colocados em cima do armário mal se conseguem ver, excepto parte das suas bases. O objecto à direita, ao lado de uma caixa, aparenta ser um pequeno jarro, possivelmente um relicário. Uma forma à esquerda do armário poderá representar uma porta.

## Fragmento do retábulo

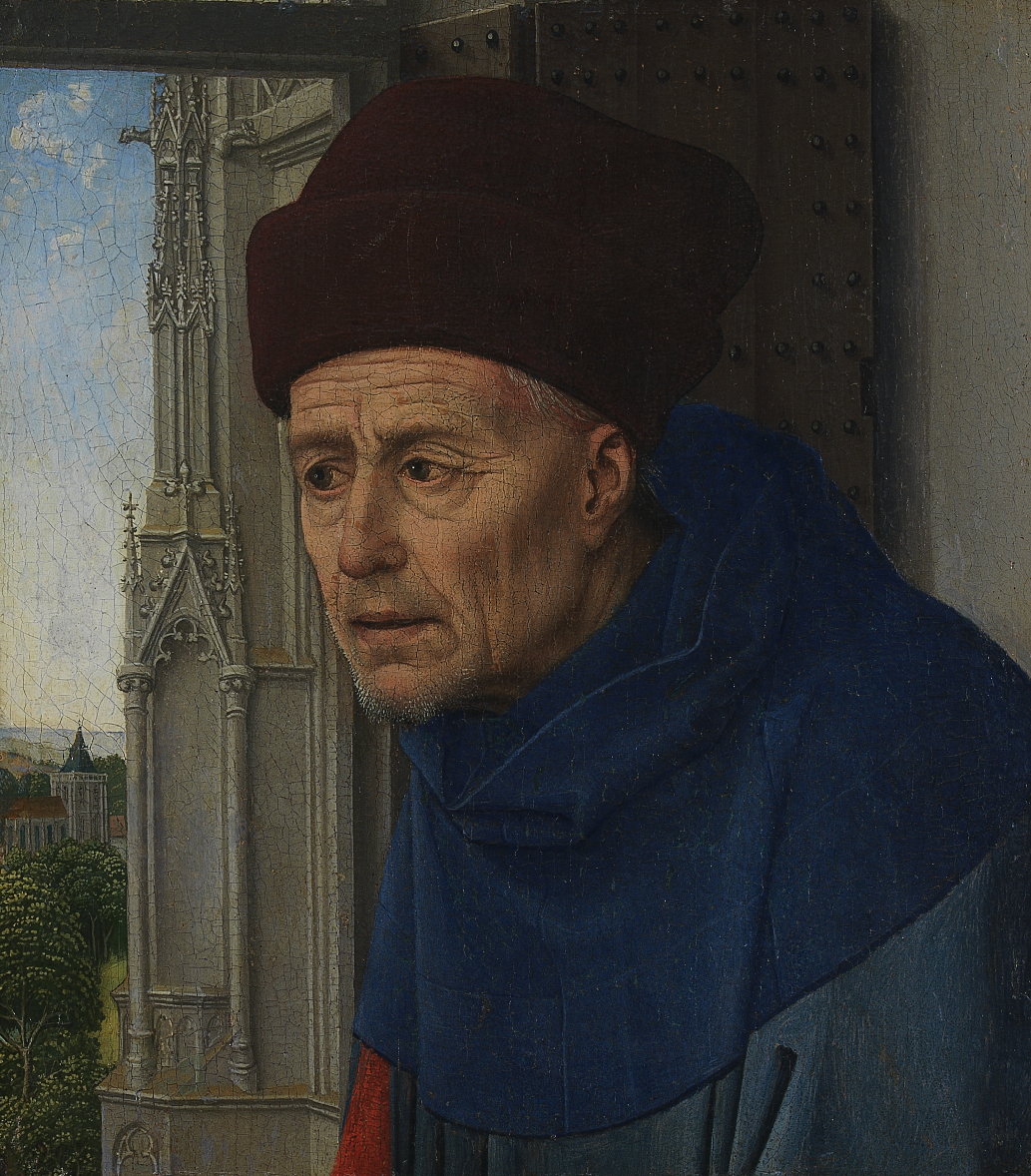
Cabeça de São José (fragmento). (21 cm x 18 cm). Museu Calouste Gulbenkian, Lisboa. Pensa-se que este painel mostre São José, cujo corpo é visto até ao seu braço em Maria Madalena a Ler.

Pensa-se que a obra Virgem e Crianças com Santos, um desenho exposto no Museu Nacional de Belas-Artes da Suécia, em Estocolmo, seja um estudo de parte do retábulo original feito por um seguidor de van der Weyden, que poderá ter sido o Mestre de Koberger Ründblatter. O esboço mostra, da esquerda para a direita: um bispo não identificado com uma mitra e um báculo a executar uma bênção; um estreito espaço vazio com linhas onduladas verticais, sugerindo o delinear de uma nova figura ajoelhada; uma figura descalça, com barbas, vestida com roupa modesta, identificada como sendo São João Baptista; uma Virgem sentada segurando no seu colo Cristo em criança, inclinado para a direita, a olhar para um livro; e a segurar o livro, um homem de joelhos, sem barba, identificado como sendo São João Evangelista. O desenho termina no final do manto de João, aproximadamente na posição onde, no painel de Londres, o cajado de José toca nas vestes de João e Madalena.

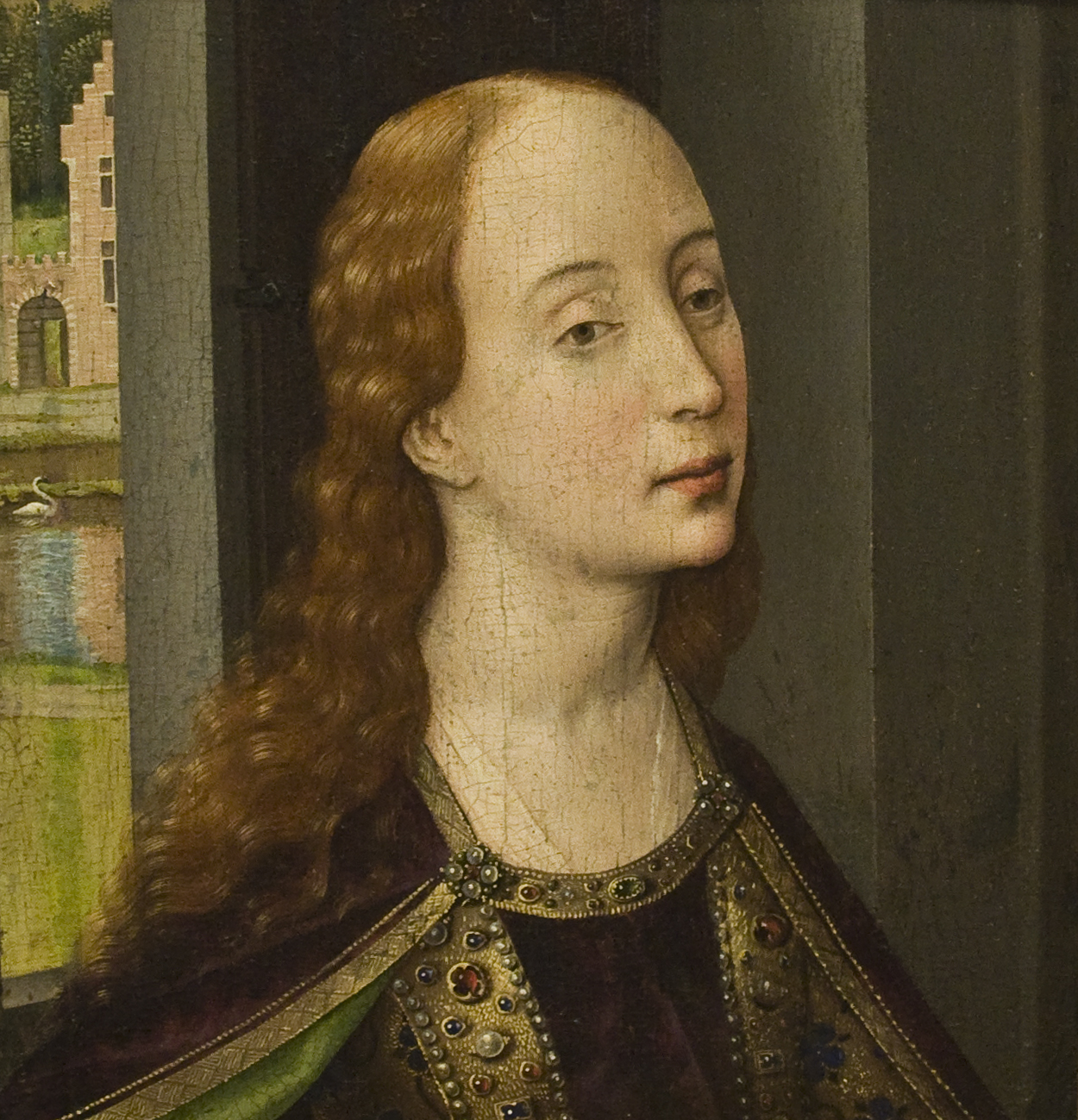
Cabeça de uma Santa (Santa Catarina?) (fragmento). (21 cm x 18 cm). Museu Calouste Gulbenkian, Lisboa. Possível representação de Catarina de Alexandria, é uma pintura de qualidade inferior que os outros dois fragmentos conhecidos, indicando que, provavelmente, terá sido pintada por membros do atelier de van der Weyden.

Em data desconhecida, anterior a 1811, o retábulo original foi partido em pelo menos três partes, possivelmente por acidente, embora o fragmento contendo Madalena esteja em boas condições. A camada de tinta preta terá sido acrescentada após o início do século XVII, quando a pintura flamenga deixou de estar na moda. Campbell acredita que, depois da remoção do detalhe do fundo, a obra "ficasse suficientemente parecida com uma pintura de género para poder ser exposta numa colecção mais prestigiada de pinturas holandesas do século XVII". Tendo em conta a dimensão dos três painéis restantes e da pintura, estima-se que o original teria 1 m de altura por 1,5 m de largura. As extremidades laterais seriam delimitadas pelo bispo e por Madalena, embora não seja possível tirar conclusões sobre as delimitações da base e do topo apenas com base nos painéis e desenhos existentes. A dimensão estimada dos painéis é semelhante aos retábulos mais pequenos da época. O fundo da obra foi pintado com uma camada espessa de pigmento preto/castanho até ser restaurado em 1955 e só após a remoção daquela camada é que se estabeleceu uma relação entre a parte de cima do corpo de José e a peça de Lisboa. Estes dois trabalhos só foram registados em inventário em 1907, quando apareceram na colecção de Léo Lardus em Suresnes, França.
O painel de Londres mostra grande parte da roupa das duas outras figuras do retábulo original. À esquerda de Madalena está o manto vermelho do que parece ser uma figura ajoelhada. A figura e o manto e, de forma secundária, o fundo, poderão ser de São João Evangelista ajoelhado. Atrás de Madalena encontra-se uma figura de pé de manto azul e vermelho com um Santo Rosário numa das mãos e um cajado na outra. Um painel exposto no Museu Calouste Gulbenkian, em Lisboa, mostra a cabeça de uma figura que se acredita ser São José; o fundo e as roupas são idênticas à da figura atrás de Madalena no painel de Londres.

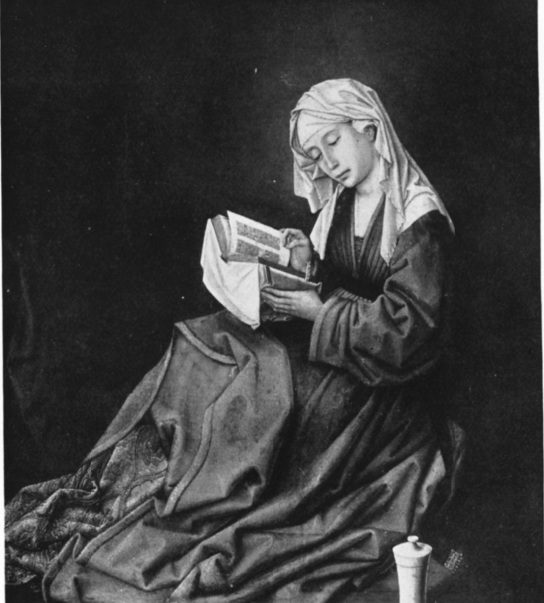
Parte de uma fotografia a preto e branco do painel, da década de 1930, antes de se lhe ter sido retirada a camada excessiva de tinta. As razões para a camada extra de tinta e a separação do retábulo são desconhecidas.

Existe ainda em Lisboa um pequeno painel de uma cabeça feminina, vestida de forma nobre, descoberto em 1907 juntamente com o painel de São José, quando foi registado no inventário de Leo Nardus, em Suresnes. A figura poderá representar Catarina de Alexandria e, de acordo com o ângulo da sua roupa e com o facto de o rio atrás de si ser paralelo ao do de Londres, é possível assumir que ela estivesse ajoelhada. No desenho de Estocolmo ela está ausente, ou apenas são visíveis alguns indícios do seu vestido. O painel de José permite observar, através de uma janela, uma paisagem exterior. Se se assumir que a outra figura feminina está ajoelhada, as árvores atrás da linha de água  estão alinhadas com aquelas do painel de Londres. Alguns historiadores de arte, incluindo Martin Davies e John Ward, têm estado hesitantes em aceitar que o painel de Catarina faça parte do retábulo, embora seja, sem qualquer dúvida, de van der Weyden ou de um seguidor contemporâneo. Entre os indícios no sentido oposto estão o facto de o modelo da janela situada à esquerda da figura feminina, da obra da Gulbenkian, ser plano, enquanto que aquele ao lado de São José é chanfrado. Tal inconsistência num trabalho de van der Weyden é pouco comum. Ambos os painéis têm a mesma espessura (1,3 cm) e são de dimensão semelhante; o painel de Santa Catarina mede 18,6 cm × 21,7 cm, e o de São José 18,2 cm × 21 cm.
Lorne Campbell pensa que, apesar de a cabeça de Catarina ser "obviamente menos bem desenhada e pintada que a Madalena", "parece" que os três fragmentos vieram todos da mesma obra; Campbell salienta que "mais ou menos a meio do lado direito deste fragmento [Catarina] vê-se um pequeno triângulo a vermelho, rodeado por uma pincelada contínua. É possível que o vermelho seja parte do contorno da figura em falta de São João Baptista". A pequena peça encontra-se na borda extrema do painel e ficou visível apenas depois de ter sido removida da gravura. Ward acredita que a peça tem ligação directa com as dobras do manto de João.
A gravura de Estocolmo inclui um espaço vazio e estreito à direita do bispo, com linhas que poderão representar a parte inferior da figura ajoelhada de Santa Catarina. Embora nenhuma das faces nos três painéis sobreviventes seja igual às da gravura, uma reconstrução feita pelo historiador de arte John Ward — que elaborou uma combinação de todos os trabalhos numa composição com a Virgem e o Menino ao centro, ladeados por seis santos - é amplamente aceite. A localização original dos desenhos de Estocolmo ou a sua história anterior ao século XIX são desconhecidas, excepto que o reverso mostra uma gravura da Virgem e do Menino atribuída a um atelier de Bruxelas por volta de 1440. Este desenho também é conhecido em Portugal.

## Iconografia

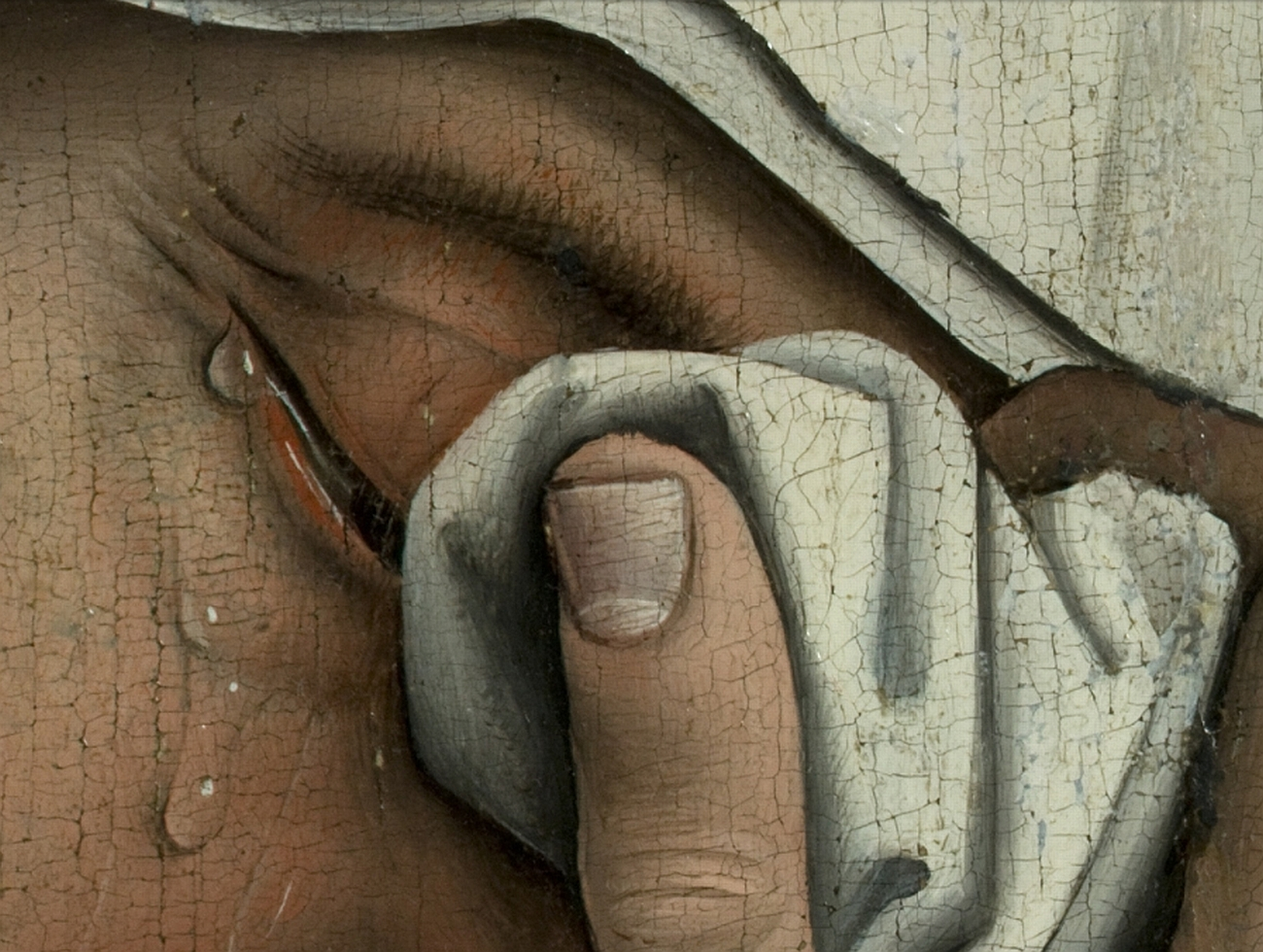
Detalhe de A Deposição da Cruz, c. 1435. Nesta obra, van der Weyden pintou as lágrimas e parte do olhos de Maria de Cleofas.

A representação que van der Weyden fez de Madalena é baseada em Maria Betânia,
 identificada no tempo do Papa Gregório I como a prostituta arrependida em Lucas 7:36–50. Tornar-se-ia associada a uma imagem de choro e leitura: a misericórdia de Cristo causa arrependimento e choro aos olhos do pecador. Os artistas do início do Renascimento transmitiram esta ideia mostrando um olhar contemplativo, associando as lágrimas a palavras e o choro à leitura. Alguns exemplos desta representação podem ser observados em trabalhos do século XVI de Tintoretto e Ticiano, que mostram Madalena a ler, muitas vezes com os olhos desviados do seu livro (e, talvez, afastados de um olhar masculino), ou a olhar para cima, para o céu, ou, por vezes, olhando timidamente em direcção ao espectador. No seu livro "The Crying Face", Mosche Barasch explica que, na época de van der Weyden, o gesto de desviar ou esconder os olhos tornou-se "uma forma pictórica para o choro".

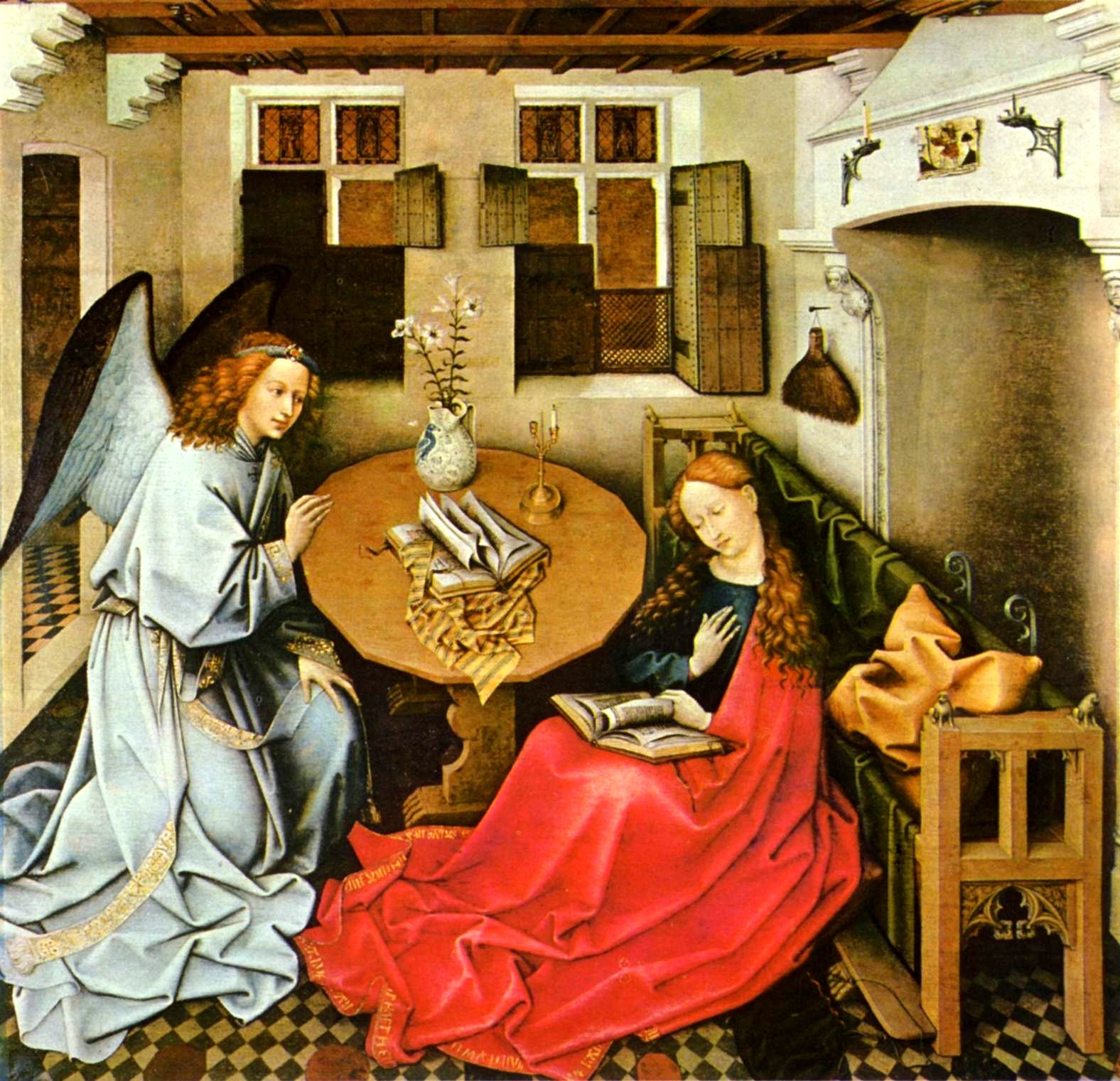
Anunciação, atribuído a Robert Campin, Bruxelas, c. 1420–1440, onde a figura da Virgem é semelhante à Madalena de van der Weyden, em Londres.

No período medieval, ler passou a ser sinónimo de devoção e envolvia o afastamento do olhar público. O posicionamento que van der Weyden faz de Madalena numa cena de interiores reflecte o aumento de literacia entre as mulheres domésticas ou leigas em meados do século XV. O aumento da produção de textos de devoção mostra que as mulheres nobres do período liam com regularidade textos como o saltério ou o livro de horas, na privacidade das suas casas. Fosse ou não Madalena uma leitora, no século XVII ela passou a sê-lo no contexto nas artes visuais. Como Madalena estava presente na morte de Cristo e, posteriormente, na sua ressurreição, passou a ser vista como portadora de notícias - uma testemunha -, e, assim, directamente associada ao texto bíblico.
As imagens de Madalena transmitem a ideia da palavra de Cristo, representada pelo livro, e em que Madalena é a leitora que aprende sobre a sua própria vida num momento de reflexão e arrependimento. A sua devoção à leitura reflecte a sua condição tradicional de prostituta piamente arrependida, tal como profetisa ou vidente. De acordo com a lenda, Madalena terá vivido os seus últimos trinta anos de vida como ermita em Sainte-Baume, sendo habitualmente mostrada com um livro, a ler ou a escrever, o que simboliza os seus anos de contemplação e arrependimento. Por volta do século XIII, a sua imagem era a de uma mulher envergonhada e que, vestida num longo cabelo, escondia agora a sua nudez e "suspensa por anjos, flutua entre o céu e a terra".
O frasco de unguento de Madalena era habitual no contexto da arte na época de van der Weyden. Maria de Betânia poderá ter utilizado um frasco, quando se arrependeu dos seus pecados aos pés de Cristo, em sua casa. Na Renascença, a imagem de Madalena era a de uma mulher que lavou os pés de Cristo com as suas lágrimas e os secou com o seu cabelo. Ela simbolizava o "sacramento da unção e do crisma" ao depor espiganardo indiano nos pés de Cristo no seu túmulo.

## Datação e proveniência
A data do retábulo é incerta, mas crê-se que se situará entre 1435 e 1438. Van der Weyden foi nomeado pintor da cidade de Bruxelas em 1435, e pensa-se que o retábulo terá sido pintado após esta nomeação. A National Gallery admite "antes de 1438". O historiador de arte John Ward salienta que o retábulo foi uma das primeiras obras-primas de van der Weyden, criada no início da sua carreira quando ainda estava fortemente influenciado por Robert Campin. Ward aponta para cerca de 1437, uma data baseada em semelhanças com o Retábulo de Werl de Campin.

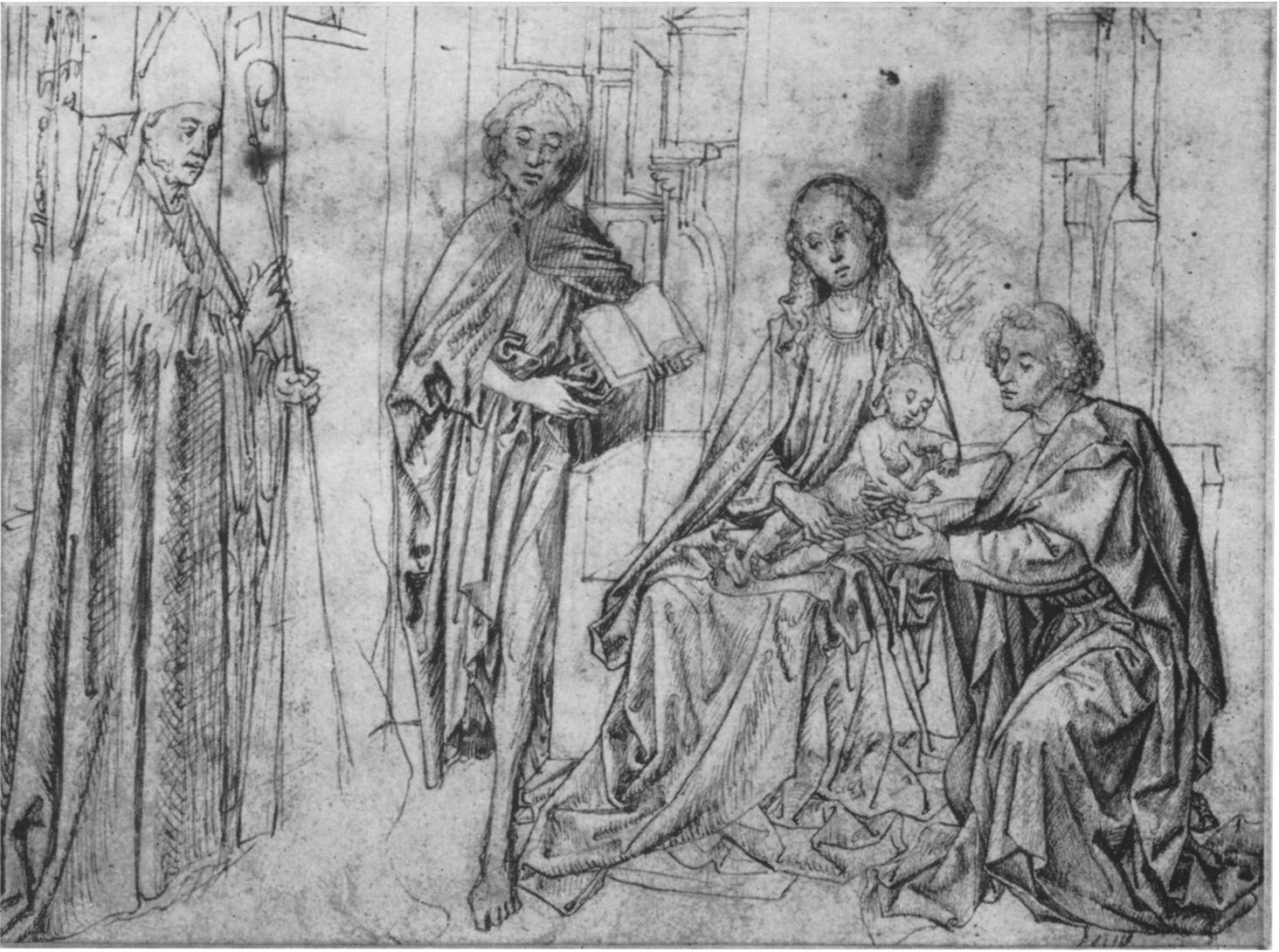
O desenho de Estocolmo, atribuído ao Mestre de Koberger Ründblatter, mostra, possivelmente, a parte do retábulo à esquerda de Madalena. A figura ajoelhada no extremo direito será a de São João Evangelista, cujas roupas podem ser observadas no fragmento de Londres. A posição de Maria no canto direito, em baixo, (fora de vista) é sugerida por Van der Weyden pelo posicionamento de outras figuras idênticas em outros trabalhos.

Tal como outros pintores dos primórdios da pintura holandesa, van der Weyden só foi redescoberto no século XIX, pelo que muitos dos seus trabalhos foram até então erradamente atribuídos ou datados, tal como o Retábulo de Miraflores de Berlim. Por outro lado, quando várias obras atribuídas a van der Weyden ou aos seus assistentes foram limpas em meados do século XX, revelaram não pertencer ao pintor ou seus discípulos.
Maria Madalena a Ler foi redescoberta em 1811 numa venda de património de Cassino, um coleccionador pouco conhecido de Haarlem, estando a obra já fragmentada. A pintura encontra-se registada no inventário das senhoras Hoofman, também de Haarlem. Depois de passar para as mãos dos irmãos Nieuwenhuys, também coleccionadores de arte do período inicial holandês, passou para o coleccionador Edmond Beaucousin em Paris, cuja colecção de pinturas do mesmo período artístico foi adquirida pela National Gallery em 1860, por iniciativa de Charles Lock Eastlake, e que também incluía dois retratos de Robert Campin e painéis de Simon Marmion (1425–1489). Estas aquisições tiveram lugar durante um período em que a galeria londrina pretendia obter prestígio internacional. Provavelmente antes de 1811, todo o fundo, excepto o manto vermelho à esquerda, a jarra de alabastro e o chão, receberam uma camada adicional de tinta castanha, que só foi removida em 1955, quando a obra foi limpa. A generalidade da superfície pintada encontra-se em boas condições, embora esteja melhor nas áreas que não foram sobre-pintadas, e apresenta algumas, mas poucas, zonas destruídas.
Maria Madalena a Ler foi transferida do painel original de carvalho para um de mogno por artesãos desconhecidos entre 1828 e 1860, data da compra do quadro pela National Gallery. Campbell afirma que a transferência foi "de certeza posterior a 1828, provavelmente posterior a 1845 e certamente anterior a 1860", o ano em que foi adquirido pela galeria de Londres. A cor artificial azul ultramarino encontrada na transferência indica que a mudança teve lugar após 1830. As cabeças da pintura de Lisboa estão nos painéis de madeira de carvalho originais. O desenho de Estocolmo foi descoberto num inventário alemão por volta de 1916 e a sua proveniência será sueca. Foi doada por um coleccionador norueguês, Christian Langaad, ao Museu Nacional de Belas-Artes da Suécia em 1918.

## Galeria
- Santa Bárbara representada na zona direita do  Retábulo de Werl, 1438, Museu do Prado, Madrid. Campin foi mestre de van der Weyden e influenciou significativamente o seu trabalho. Note-se, tal como com a imagem de van der Weyden, o único movimento visível é o virar da página.

- Madonna e Menino com os Santos no Jardim Interior, c. 1440/1460. Mestre de Flémalle ou atelier de Robert Campin. Galeria Nacional de Arte[54] A influência de Campin é observada na figura de Santa Catarina sentada, a ler, e nas dobras acentuadas do seu vestido em tecido rico.

- Retábulo de Mérode de Robert Campin ou Tríptico da Anunciação, (painel central), por volta de 1427–1432, Metropolitan Museum of Art, Nova Iorque; Cloisters

- Maria Madalena a Ler de Ambrosius Benson, c. 1525. Este trabalho partilha do ênfase dado por van der Weyden no volume do seu livro, e, de forma semelhante, concentra-se nos seu delicados dedos.[55]

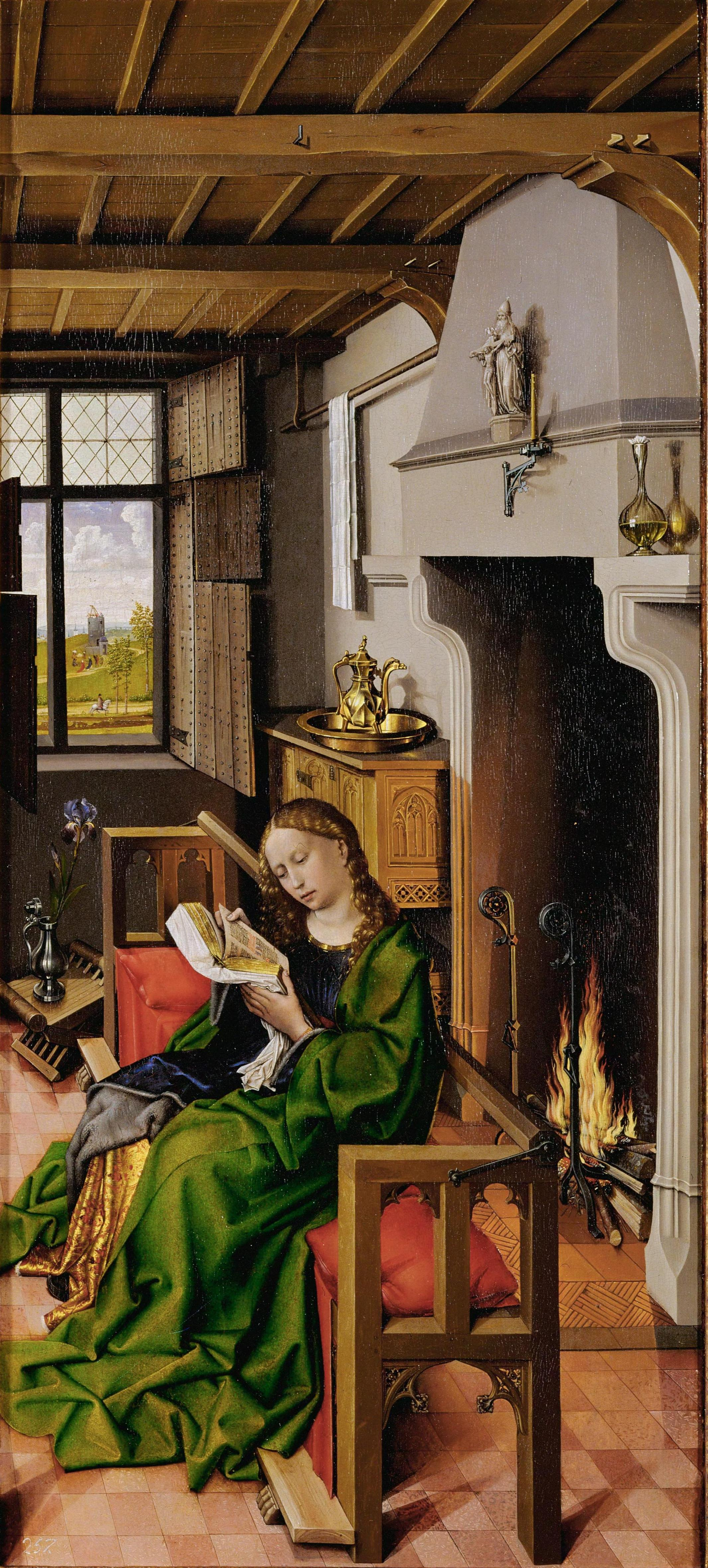
Santa Bárbara
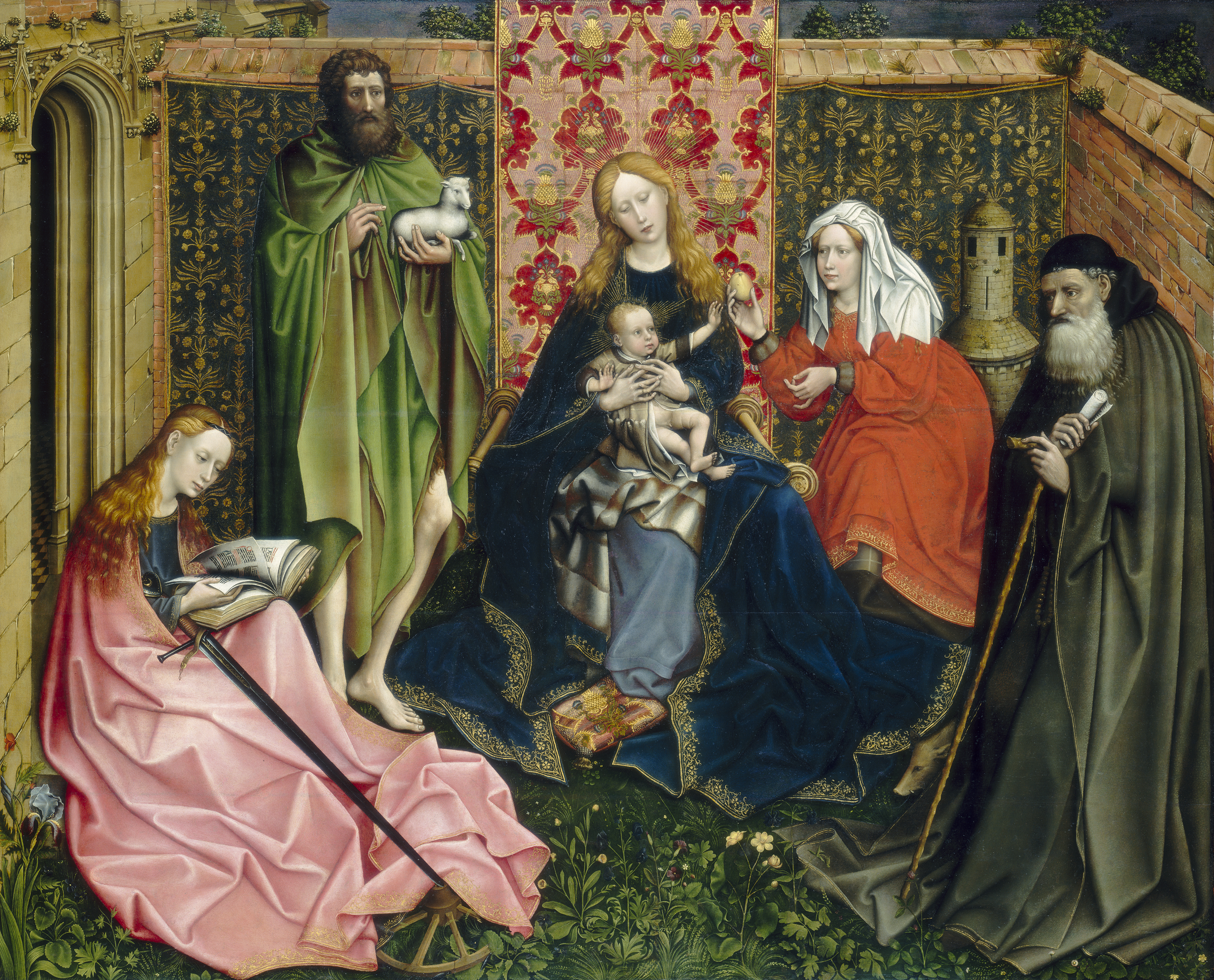
Madonna e Menino com os Santos no Jardim Interior
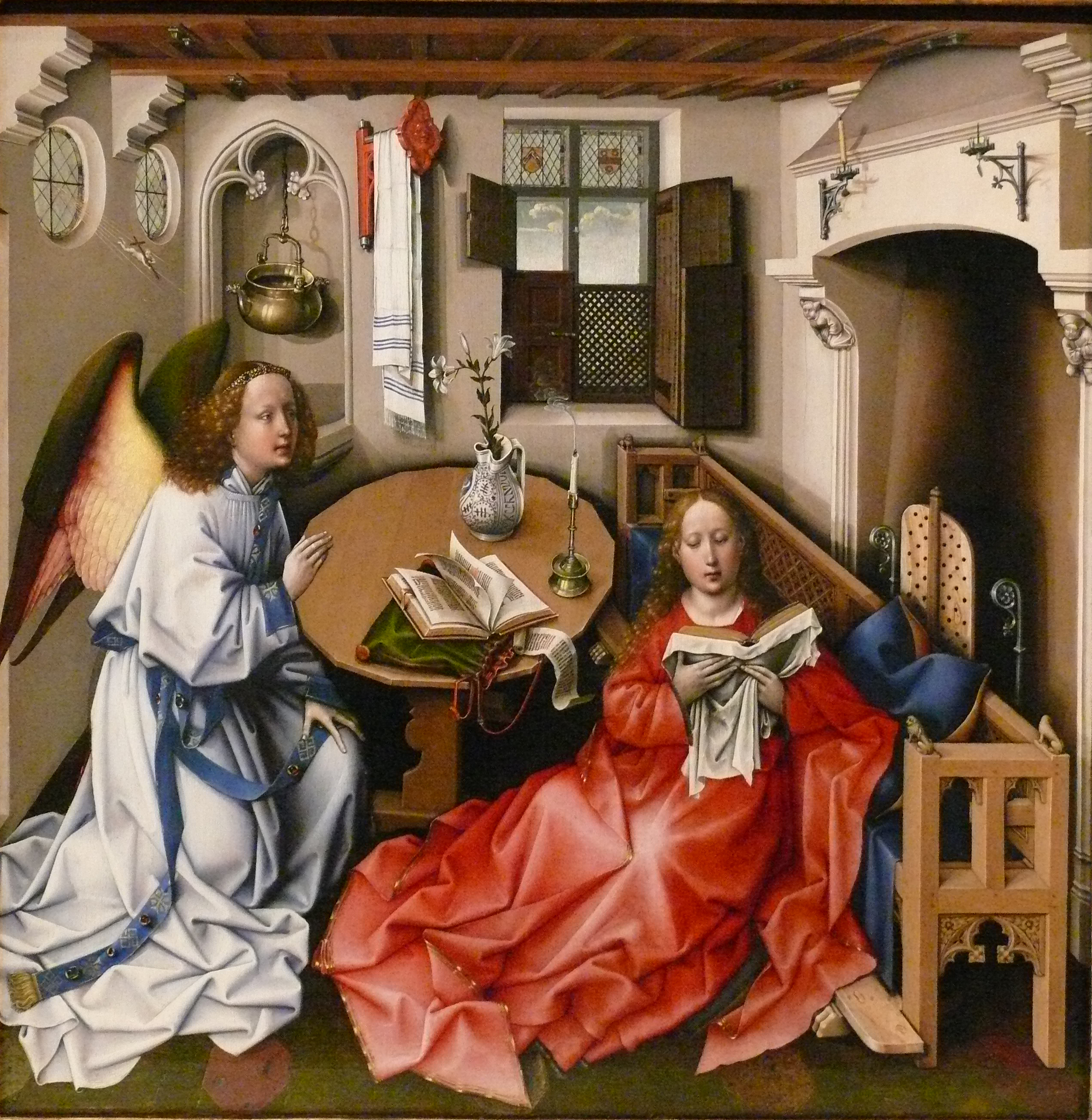
Retábulo de Mérode ou Tríptico da Anunciação, (painel central)
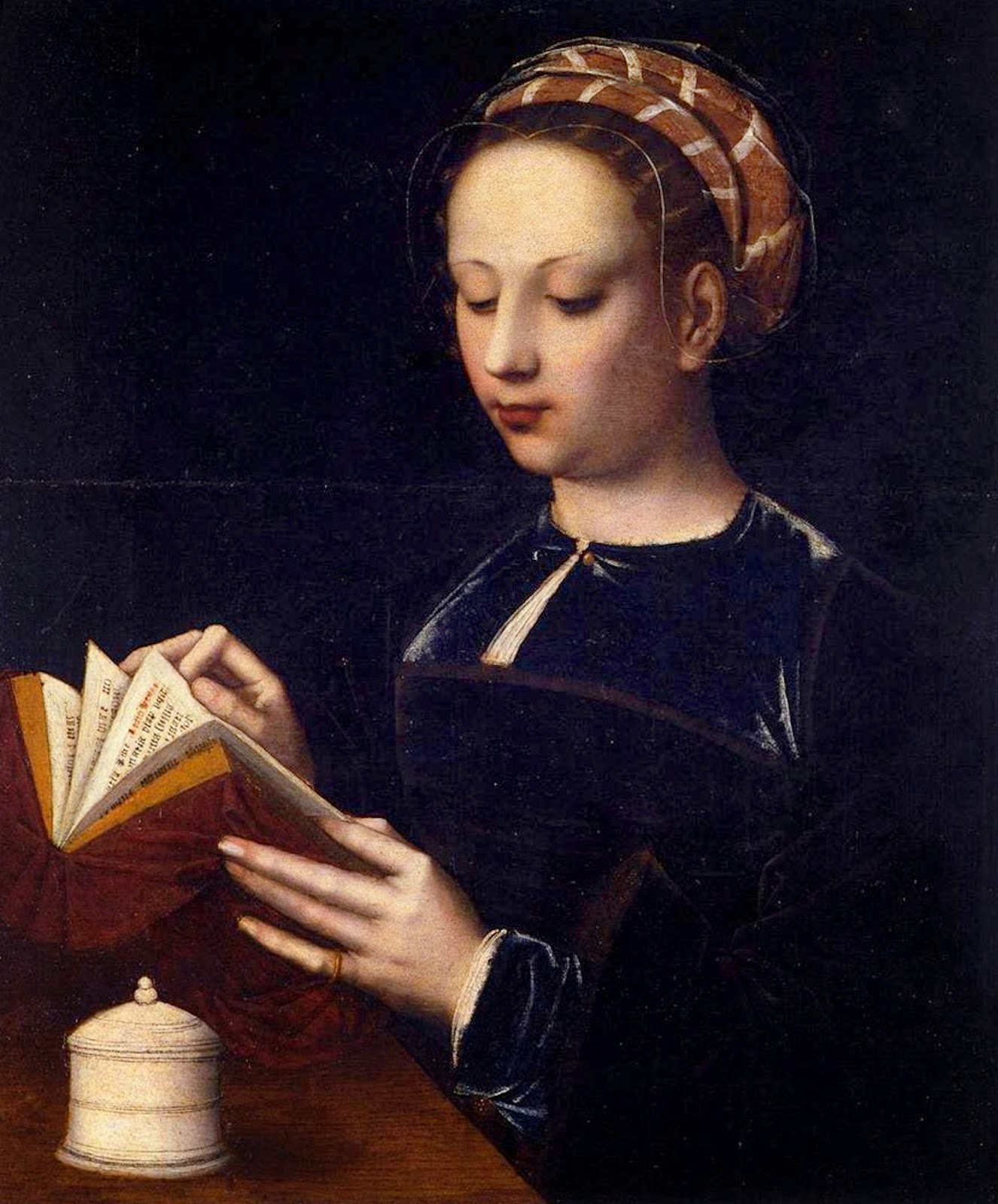
Maria Madalena a Ler